# Phyllastrephus strepitans
Phyllastrephus strepitans е вид птица от семейство Pycnonotidae.

## Разпространение
Видът е разпространен в Етиопия, Кения, Сомалия, Судан, Танзания, Уганда и Южен Судан.